# 新蓬蒂
新蓬蒂是巴西米纳斯吉拉斯州的一个市镇。总面积1105.766平方公里，总人口11586人，人口密度10.5人/平方公里。